# Équipe de Tunisie de football à la Coupe d'Afrique des nations 2021
L'équipe de Tunisie de football participe à la coupe d'Afrique des nations 2021 organisée au Cameroun du 9 janvier au 6 février 2022. Elle termine à la huitième place de la compétition.

## Qualifications
La Tunisie est placée dans le groupe J des qualifications qui se déroulent du 15 novembre 2019 au 29 mars 2021. Sa qualification est acquise dès la quatrième journée.
Lors des éliminatoires, l'équipe joue quatre matchs, contre la Tanzanie (victoire 1-0 puis match nul 1-1), la Libye (5-2) et la Guinée équatoriale (2-1), et termine les éliminatoires en tête du groupe avec cinq victoires et un nul.
| Rang | Équipe             | Pts | J | G | N | P | Bp | Bc | Diff |  | Résultats (▼ dom., ► ext.) |     |     |     |     |
| ---- | ------------------ | --- | - | - | - | - | -- | -- | ---- |  | -------------------------- | --- | --- | --- | --- |
| 1    | Tunisie            | 16  | 6 | 5 | 1 | 0 | 14 | 5  | +9   |  | Tunisie                    |     | 2-1 | 1-0 | 4-1 |
| 2    | Guinée équatoriale | 9   | 6 | 3 | 0 | 2 | 7  | 7  | 0    |  | Guinée équatoriale         | 0-1 |     | 1-0 | 1-0 |
| 3    | Tanzanie           | 7   | 6 | 2 | 1 | 3 | 5  | 6  | -1   |  | Tanzanie                   | 1-1 | 2-1 |     | 1-0 |
| 4    | Libye              | 3   | 6 | 1 | 0 | 5 | 7  | 15 | -8   |  | Libye                      | 2-5 | 2-3 | 2-1 |     |

     Équipe qualifiée ou victorieuse ; Pts = points ; J = joués ; G = gagnés ; N = nuls ; P = perdus ; Bp = buts pour ; Bc = buts contre ; Diff = différence de buts
| 15 novembre 2019 | Tunisie                           | 4 - 1 | Libye         |                                                     |                                                     |
| 20h00 UTC+1      | Khazri 33 e 90e · Khaoui 41 e 52e | (2-1) | 45+1e Elhouni | Stade olympique, Radès Arbitrage : Mahmoud El Banna | Stade olympique, Radès Arbitrage : Mahmoud El Banna |

| 19 novembre 2019 | Guinée équatoriale | 0 - 1   | Tunisie    |                                                     |                                                     |
| 20h00 UTC+1      |                    | (0 - 0) | 74e Khazri | Nuevo Estadio, Malabo Arbitrage : Mohamed Athoumani | Nuevo Estadio, Malabo Arbitrage : Mohamed Athoumani |

| 13 novembre 2020 | Tunisie    | 1 - 0   | Tanzanie |                        |                        |
| 20h00            | Msakni pen | (1 - 0) |          | Stade olympique, Radès | Stade olympique, Radès |

| 17 novembre 2020 | Tanzanie       | 1 - 1   | Tunisie    |  |  |
|                  | Salum (en) 47e | (0 - 1) | 11e Khaoui |  |  |

| 22 mars 2021 | Libye                 | 2 - 5   | Tunisie                                                                                      |                                           |                                           |
| 20h00        | Muaid Ellafi 21e (54) | (1 - 1) | Ellyes Skhiri 38e · Seifeddine Jaziri 47 e 90+3e · Anis Ben Slimane 84e · Mohamed Dräger 51e | Stade des martyrs de février (en), Benina | Stade des martyrs de février (en), Benina |

| 29 mars 2021 | Tunisie                   | 2 - 1   | Guinée équatoriale |                                                                |                                                                |
|              | Jaziri 4e Akapo 52e (csc) | (1 - 0) | 88e (csc) Chaouat  | Stade olympique de Radès, Radès Arbitrage : Jean-Jacques Ndala | Stade olympique de Radès, Radès Arbitrage : Jean-Jacques Ndala |

## Équipe

### Maillot
Pour la coupe d'Afrique des nations 2021, l'équipementier de l'équipe, Kappa, lui confectionne un maillot spécifique.
| Couleurs | Blanc et rouge |                  |
| Marque   | Kappa          |                  |
| Domicile | Extérieur      | Gardien de but 1 |

## Compétition

### Tirage au sort
Le tirage au sort est initialement prévu le 25 juin 2021 à Yaoundé avant d'être reporté à une date ultérieure en raison de problèmes logistiques liés à la pandémie de Covid-19. Ce tirage au sort est reprogrammé le 17 août, toujours à Yaoundé.

### Phase de poules
| Rang | Équipe     | Pts | J | G | N | P | Bp | Bc | Diff |  | Résultats (▼ dom., ► ext.) |     |     |     |     |
| ---- | ---------- | --- | - | - | - | - | -- | -- | ---- |  | -------------------------- | --- | --- | --- | --- |
| 1    | Mali       | 7   | 3 | 2 | 1 | 0 | 4  | 1  | +3   |  | Mali                       |     | 1-1 | 1-0 | 2-0 |
| 2    | Gambie     | 7   | 3 | 2 | 1 | 0 | 3  | 1  | +2   |  | Gambie                     | 1-1 |     | 1-0 | 1-0 |
| 3    | Tunisie    | 3   | 3 | 1 | 0 | 2 | 4  | 2  | +2   |  | Tunisie                    | 0-1 | 0-1 |     | 4-0 |
| 4    | Mauritanie | 0   | 3 | 0 | 0 | 3 | 0  | 7  | -7   |  | Mauritanie                 | 0-2 | 0-1 | 0-4 |     |

| Match 10                  | Tunisie | 0 - 1   | Mali            | Stade de Limbé, Limbé                                       |                                                             |
| 12 janvier 2022 14h00 WAT |         | (0 - 0) | 48e (pen.) Koné | Arbitrage : Janny Sikazwe Arbitre vidéo : Fernando Guerrero | Arbitrage : Janny Sikazwe Arbitre vidéo : Fernando Guerrero |
| 12 janvier 2022 14h00 WAT | Rapport |         |                 | Arbitrage : Janny Sikazwe Arbitre vidéo : Fernando Guerrero | Arbitrage : Janny Sikazwe Arbitre vidéo : Fernando Guerrero |

| Tunisie | Mali |

| GK              | 22 | Béchir Ben Saïd    |     |     |
| CB              | 6  | Dylan Bronn        |     |     |
| CB              | 3  | Montassar Talbi    |     |     |
| CB              | 2  | Bilel Ifa          |     | 81e |
| RM              | 21 | Hamza Mathlouthi   | 22e |     |
| CM              | 28 | Aïssa Laïdouni     |     | 67e |
| CM              | 17 | Ellyes Skhiri      | 47e |     |
| LM              | 12 | Ali Maaloul        |     |     |
| RF              | 14 | Hannibal Mejbri    |     | 46e |
| CF              | 10 | Wahbi Khazri       |     |     |
| LF              | 23 | Naïm Sliti         |     | 79e |
| Remplaçants :   |    |                    |     |     |
| MF              | 8  | Saîf-Eddine Khaoui |     | 46e |
| MF              | 25 | Anis Ben Slimane   |     | 67e |
| FW              | 9  | Yoann Touzghar     |     | 79e |
| FW              | 11 | Seifeddine Jaziri  |     | 81e |
| Sélectionneur : |    |                    |     |     |
| Mondher Kebaier |    |                    |     |     |

| GK                 | 1  | Ibrahim Mounkoro (en) |     |     |
| RB                 | 2  | Hamari Traoré         | 18e |     |
| CB                 | 17 | Falaye Sacko          |     |     |
| CB                 | 5  | Boubakar Kouyaté      |     |     |
| LB                 | 6  | Massadio Haïdara      |     |     |
| CM                 | 8  | Diadie Samassékou     |     |     |
| CM                 | 4  | Amadou Haidara        |     | 81e |
| RW                 | 14 | Adama Malouda Traoré  |     | 73e |
| AM                 | 21 | Adama Noss Traoré     |     | 59e |
| LW                 | 19 | Moussa Djenepo        | 33e | 81e |
| CF                 | 18 | Ibrahima Koné         |     | 73e |
| Remplaçants :      |    |                       |     |     |
| MF                 | 20 | Yves Bissouma         |     | 59e |
| FW                 | 10 | Kalifa Coulibaly      |     | 73e |
| FW                 | 7  | Moussa Doumbia        |     | 73e |
| MF                 | 11 | Lassana Coulibaly     |     | 81e |
| FW                 | 9  | El Bilal Touré        | 87e | 81e |
| Sélectionneur :    |    |                       |     |     |
| Mohamed Magassouba |    |                       |     |     |

| Assistants : Jerson Emiliano dos Santos Issa Yaya Quatrième arbitre : Hélder Martins de Carvalho Arbitre vidéo : Fernando Guerrero Assistant arbitre vidéo : Mokrane Gourari Homme du match : Ibrahim Mounkoro (en) |

| Match 22                  | Tunisie                                                                   | 4 - 0   | Mauritanie | Stade de Limbé, Limbé                                       |                                                             |
| 16 janvier 2022 17h00 WAT | Mathlouthi 4e · Khazri 8e · ( Chaalali) Khazri 64e · ( Khazri) Jaziri 66e | (2 - 0) |            | Arbitrage : Mahmoud El Banna Arbitre vidéo : Mahmoud Ashour | Arbitrage : Mahmoud El Banna Arbitre vidéo : Mahmoud Ashour |
| 16 janvier 2022 17h00 WAT | Rapport                                                                   |         |            | Arbitrage : Mahmoud El Banna Arbitre vidéo : Mahmoud Ashour | Arbitrage : Mahmoud El Banna Arbitre vidéo : Mahmoud Ashour |

| Tunisie | Mauritanie |

| GK              | 22 | Béchir Ben Saïd          |       |     |
| RB              | 21 | Hamza Mathlouthi         |       |     |
| CB              | 2  | Bilel Ifa                | 37e   | 81e |
| CB              | 3  | Montassar Talbi          |       |     |
| LB              | 12 | Ali Maaloul              |       |     |
| CM              | 25 | Anis Ben Slimane         | 45+2e | 71e |
| CM              | 17 | Ellyes Skhiri            |       |     |
| CM              | 18 | Ghailene Chaalali        |       |     |
| RW              | 8  | Saîf-Eddine Khaoui       |       | 60e |
| LW              | 10 | Wahbi Khazri             | 15e   | 80e |
| CF              | 11 | Seifeddine Jaziri        |       | 71e |
| Remplaçants :   |    |                          |       |     |
| MF              | 15 | Mohamed Ali Ben Romdhane |       | 60e |
| MF              | 28 | Aïssa Laïdouni           |       | 71e |
| MF              | 19 | Hamza Rafia              |       | 71e |
| FW              | 7  | Youssef Msakni           |       | 80e |
| DF              | 4  | Omar Rekik               |       | 81e |
| Sélectionneur : |    |                          |       |     |
| Mondher Kebaier |    |                          |       |     |

| GK                        | 22 | Babacar Diop (en)        |     |     |
| CB                        | 21 | El Hassen Houeibib (en)  |     |     |
| CB                        | 14 | Mohamed Dellahi Yali     |     |     |
| CB                        | 3  | Aly Abeid                |     | 14e |
| RWB                       | 4  | Harouna Abou Demba (en)  |     |     |
| LWB                       | 28 | Abdoulkader Thiam        |     |     |
| RM                        | 7  | Idrissa Thiam            |     | 68e |
| CM                        | 12 | Almike N'Diaye (en)      |     | 60e |
| CM                        | 8  | Guessouma Fofana         |     |     |
| LM                        | 11 | Oumar Camara (en)        |     | 60e |
| CF                        | 27 | Aboubakar Kamara         | 37e | 46e |
| Remplaçants :             |    |                          |     |     |
| MF                        | 23 | Mouhamed Soueid (en)     |     | 14e |
| FW                        | 25 | Pape Ibnou Ba            |     | 46e |
| FW                        | 9  | Hemeya Tanjy             |     | 60e |
| MF                        | 18 | Yacoub Sidi Ethmane (en) |     | 60e |
| DF                        | 2  | Souleymane Karamoko      |     | 68e |
| Sélectionneur :           |    |                          |     |     |
| Didier Gomes Da Rosa (en) |    |                          |     |     |

| Assistants : Mahmoud Ahmed Abouelregal Ahmed Hossam Taha Quatrième arbitre : Mohamed Marouf Eid Mansour Arbitre vidéo : Mahmoud Mohamed Ashour Assistant arbitre vidéo : Ahmed El Ghandour Homme du match : Wahbi Khazri |

| Match 35                  | Gambie                    | 1 - 0   | Tunisie | Stade de Limbé, Limbé                                          |                                                                |
| 20 janvier 2022 20h00 WAT | ( Barrow) A. Jallow 90+3e | (0 - 0) |         | Arbitrage : Fernando Guerrero Arbitre vidéo : Lahlou Benbraham | Arbitrage : Fernando Guerrero Arbitre vidéo : Lahlou Benbraham |
| 20 janvier 2022 20h00 WAT | Rapport                   |         |         | Arbitrage : Fernando Guerrero Arbitre vidéo : Lahlou Benbraham | Arbitrage : Fernando Guerrero Arbitre vidéo : Lahlou Benbraham |

| Gambie | Tunisie |

| GK              | 18 | Baboucarr Gaye (en) |     |     |
| RB              | 14 | Noah Sonko Sundberg |     | 61e |
| CB              | 12 | James Gomez         | 89e |     |
| CB              | 5  | Omar Colley         |     |     |
| LB              | 13 | Pa Modou Jagne      |     |     |
| DM              | 16 | Mohamed Mbye        |     | 46e |
| RM              | 21 | Saidy Janko         |     | 62e |
| CM              | 15 | Ebrima Sohna        |     | 46e |
| CM              | 2  | Yusupha Bobb (en)   |     |     |
| LM              | 11 | Modou Barrow        |     | 85e |
| CF              | 10 | Musa Barrow         |     |     |
| Remplaçants :   |    |                     |     |     |
| MF              | 3  | Ablie Jallow        |     | 46e |
| MF              | 28 | Ebou Adams (en)     | 48e | 46e |
| DF              | 26 | Ibou Touray         |     | 61e |
| FW              | 23 | Muhammed Badamosi   |     | 62e |
| MF              | 17 | Bubacarr Jobe (en)  |     | 85e |
| Sélectionneur : |    |                     |     |     |
| Tom Saintfiet   |    |                     |     |     |

| GK              | 22 | Béchir Ben Saïd     |       |     |
| RB              | 21 | Hamza Mathlouthi    | 45+2e | 57e |
| CB              | 2  | Bilel Ifa           |       |     |
| CB              | 3  | Montassar Talbi     |       |     |
| LB              | 13 | Ali Abdi            |       |     |
| CM              | 25 | Anis Ben Slimane    |       |     |
| CM              | 17 | Ellyes Skhiri       |       |     |
| CM              | 28 | Aïssa Laïdouni      |       |     |
| RW              | 8  | Saîf-Eddine Khaoui  |       | 57e |
| LW              | 19 | Hamza Rafia         |       | 68e |
| CF              | 11 | Seifeddine Jaziri   |       |     |
| Remplaçants :   |    |                     |       |     |
| GK              | 1  | Farouk Ben Mustapha | 45+3e |     |
| FW              | 7  | Youssef Msakni      |       | 57e |
| DF              | 20 | Mohamed Dräger      | 90+2e | 57e |
| MF              | 14 | Hannibal Mejbri     | 90+2e | 68e |
| Sélectionneur : |    |                     |       |     |
| Mondher Kebaier |    |                     |       |     |

| Assistants : Soulaimane Amaldine Liban Abdourazak Ahmed Quatrième arbitre : Mario Escobar Arbitre vidéo : Lahlou Benbraham Assistant arbitre vidéo : Fatiha Jermoumi Homme du match : Baboucarr Gaye (en) |

### Phase à élimination directe

#### Huitièmes de finale
| Match 38                  | Nigeria | 0 - 1   | Tunisie              | Stade Roumdé Adjia, Garoua                                    |                                                               |
| 23 janvier 2022 20h00 WAT |         | (0 - 0) | 47e Msakni ( Dräger) | Arbitrage : Maguette Ndiaye Arbitre vidéo : Fernando Guerrero | Arbitrage : Maguette Ndiaye Arbitre vidéo : Fernando Guerrero |
| 23 janvier 2022 20h00 WAT | Rapport |         |                      | Arbitrage : Maguette Ndiaye Arbitre vidéo : Fernando Guerrero | Arbitrage : Maguette Ndiaye Arbitre vidéo : Fernando Guerrero |

| Nigeria | Tunisie |

| GK                 | 1  | Maduka Okoye         |     |     |
| RB                 | 2  | Ola Aina             |     |     |
| CB                 | 22 | Kenneth Omeruo       |     |     |
| CB                 | 5  | William Troost-Ekong |     |     |
| LB                 | 12 | Zaidu Sanusi         |     |     |
| CM                 | 4  | Wilfred Ndidi        |     |     |
| CM                 | 10 | Joe Aribo            |     | 88e |
| RW                 | 17 | Samuel Chukwueze     |     | 75e |
| AM                 | 14 | Kelechi Iheanacho    | 20e | 59e |
| LW                 | 15 | Moses Simon          |     |     |
| CF                 | 19 | Taiwo Awoniyi        |     | 60e |
| Remplaçants :      |    |                      |     |     |
| MF                 | 18 | Alex Iwobi           | 64e | 59e |
| FW                 | 28 | Peter Olayinka       |     | 60e |
| FW                 | 24 | Sadiq Umar           |     | 75e |
| FW                 | 7  | Ahmed Musa           |     | 88e |
| Sélectionneur :    |    |                      |     |     |
| Augustine Eguavoen |    |                      |     |     |

| GK              | 22 | Béchir Ben Saïd   |     |     |
| RB              | 20 | Mohamed Dräger    |     |     |
| CB              | 2  | Bilel Ifa         |     |     |
| CB              | 3  | Montassar Talbi   |     |     |
| LB              | 5  | Oussama Haddadi   |     |     |
| CM              | 25 | Anis Ben Slimane  |     | 90e |
| CM              | 17 | Ellyes Skhiri     | 55e |     |
| CM              | 28 | Aïssa Laïdouni    | 53e |     |
| RW              | 7  | Youssef Msakni    |     | 86e |
| LW              | 19 | Hamza Rafia       |     | 69e |
| CF              | 11 | Seifeddine Jaziri |     | 86e |
| Remplaçants :   |    |                   |     |     |
| FW              | 23 | Naïm Sliti        |     | 69e |
| FW              | 27 | Issam Jebali      |     | 86e |
| FW              | 10 | Wahbi Khazri      |     | 86e |
| DF              | 4  | Omar Rekik        |     | 90e |
| Sélectionneur : |    |                   |     |     |
| Mondher Kebaier |    |                   |     |     |

| Assistants : El Hadj Malick Samba Djibril Camara Quatrième arbitre : Issa Sy Arbitre vidéo : Fernando Guerrero Assistant arbitre vidéo : Dahane Beida Fatiha Jermoumi Homme du match : Youssef Msakni |

#### Quarts de finale
| Match 46                  | Burkina Faso                | 1 - 0   | Tunisie | Stade Roumdé Adjia, Garoua                              |                                                         |
| 29 janvier 2022 20h00 WAT | ( Touré) Da. Ouattara 45+3e | (1 - 0) |         | Arbitrage : Joshua Bondo Arbitre vidéo : Redouane Jiyed | Arbitrage : Joshua Bondo Arbitre vidéo : Redouane Jiyed |
| 29 janvier 2022 20h00 WAT | Rapport                     |         |         | Arbitrage : Joshua Bondo Arbitre vidéo : Redouane Jiyed | Arbitrage : Joshua Bondo Arbitre vidéo : Redouane Jiyed |

| Burkina Faso | Tunisie |

| GK              | 16 | Hervé Koffi       | 44e |     |
| RB              | 9  | Issa Kaboré       |     |     |
| CB              | 25 | Steeve Yago       |     |     |
| CB              | 22 | Blati Touré       |     |     |
| LB              | 4  | Soumaïla Ouattara |     |     |
| CM              | 12 | Edmond Tapsoba    | 67e |     |
| CM              | 20 | Gustavo Sangaré   |     |     |
| RW              | 24 | Adama Guira       |     | 75e |
| AM              | 2  | Djibril Ouattara  |     | 72e |
| LW              | 21 | Cyrille Bayala    | 80e |     |
| CF              | 28 | Dango Ouattara    | 83e |     |
| Remplaçants :   |    |                   |     |     |
| MF              | 11 | Mohamed Konaté    |     | 72e |
| Sélectionneur : |    |                   |     |     |
| Kamou Malo      |    |                   |     |     |

| GK              | 22 | Béchir Ben Saïd   |     |     |
| RB              | 20 | Mohamed Dräger    |     |     |
| CB              | 2  | Bilel Ifa         |     |     |
| LB              | 5  | Oussama Haddadi   |     | 46e |
| CM              | 25 | Anis Ben Slimane  |     | 46e |
|                 | 6  | Dylan Bronn       |     |     |
| CM              | 17 | Ellyes Skhiri     |     | 84e |
| CM              | 28 | Aïssa Laïdouni    | 47e |     |
| RW              | 7  | Youssef Msakni    |     |     |
|                 | 10 | Wahbi Khazri      |     |     |
| CF              | 11 | Seifeddine Jaziri |     | 75e |
| Remplaçants :   |    |                   |     |     |
| FW              | 12 | Ali Maaloul       |     | 46e |
| LW              | 19 | Hamza Rafia       |     | 84e |
| FW              | 23 | Naïm Sliti        |     | 46e |
| DF              | 27 | Issam Jebali      |     | 75e |
| Sélectionneur : |    |                   |     |     |
| Mondher Kebaier |    |                   |     |     |

| Assistants : Arsenio Maringula Gilbert Cheruiyot Quatrième arbitre : Peter Waweru Arbitre vidéo : Redouane Jiyed Assistant arbitre vidéo : Adil Zourak Fatiha Jermoumi Homme du match : Blati Touré |

## Statistiques

### Temps de jeu
| Joueur                   | |    |    |    |    | TT | But inscrit | MJ | MT | Légende |
| ------------------------ | --- | -- | -- | -- | -- | -- | ----------- | -- | -- | ------- |
| Gardiens                 | Abréviations et symboles : · TT : Total de minutes jouées · MJ : Nombre de matchs joués · MT : Matchs joués en tant que titulaire · : but · : joueur entré · : joueur remplacé · : capitaine · : carton jaune · : carton rouge · |    |    |    |    |    |             |    |    |         |
| Farouk Ben Mustapha      | Abréviations et symboles : · TT : Total de minutes jouées · MJ : Nombre de matchs joués · MT : Matchs joués en tant que titulaire · : but · : joueur entré · : joueur remplacé · : capitaine · : carton jaune · : carton rouge · | -  | -  | 0  | -  | -  | -           | -  | -  | -       |
| Aymen Dahmen             | Abréviations et symboles : · TT : Total de minutes jouées · MJ : Nombre de matchs joués · MT : Matchs joués en tant que titulaire · : but · : joueur entré · : joueur remplacé · : capitaine · : carton jaune · : carton rouge · | -  | -  | -  | -  |    | -           | -  | -  | -       |
| Béchir Ben Saïd          | Abréviations et symboles : · TT : Total de minutes jouées · MJ : Nombre de matchs joués · MT : Matchs joués en tant que titulaire · : but · : joueur entré · : joueur remplacé · : capitaine · : carton jaune · : carton rouge · | 90 | 90 | 90 | 90 | 90 | 360         | -  | 4  | 4       |
| Ali Jemal                | Abréviations et symboles : · TT : Total de minutes jouées · MJ : Nombre de matchs joués · MT : Matchs joués en tant que titulaire · : but · : joueur entré · : joueur remplacé · : capitaine · : carton jaune · : carton rouge · | -  | -  | -  | -  | -  | -           | -  | -  | -       |
| Défenseurs               | Abréviations et symboles : · TT : Total de minutes jouées · MJ : Nombre de matchs joués · MT : Matchs joués en tant que titulaire · : but · : joueur entré · : joueur remplacé · : capitaine · : carton jaune · : carton rouge · |    |    |    |    |    |             |    |    |         |
| Bilel Ifa                | Abréviations et symboles : · TT : Total de minutes jouées · MJ : Nombre de matchs joués · MT : Matchs joués en tant que titulaire · : but · : joueur entré · : joueur remplacé · : capitaine · : carton jaune · : carton rouge · | 81 | 81 | 90 | 90 | 90 | 342         | -  | 4  | 4       |
| Montassar Talbi          | Abréviations et symboles : · TT : Total de minutes jouées · MJ : Nombre de matchs joués · MT : Matchs joués en tant que titulaire · : but · : joueur entré · : joueur remplacé · : capitaine · : carton jaune · : carton rouge · | 90 | 90 | 90 | 90 | -  | 360         | -  | 4  | 4       |
| Omar Rekik               | Abréviations et symboles : · TT : Total de minutes jouées · MJ : Nombre de matchs joués · MT : Matchs joués en tant que titulaire · : but · : joueur entré · : joueur remplacé · : capitaine · : carton jaune · : carton rouge · | -  | 9  | -  | 5  | -  | 14          | -  | 2  | -       |
| Oussama Haddadi          | Abréviations et symboles : · TT : Total de minutes jouées · MJ : Nombre de matchs joués · MT : Matchs joués en tant que titulaire · : but · : joueur entré · : joueur remplacé · : capitaine · : carton jaune · : carton rouge · | -  | -  | -  | 90 | 46 | 90          | -  | 1  | 1       |
| Dylan Bronn              | Abréviations et symboles : · TT : Total de minutes jouées · MJ : Nombre de matchs joués · MT : Matchs joués en tant que titulaire · : but · : joueur entré · : joueur remplacé · : capitaine · : carton jaune · : carton rouge · | 90 | -  | -  | -  | 90 | 90          | -  | 1  | 1       |
| Ali Maaloul              | Abréviations et symboles : · TT : Total de minutes jouées · MJ : Nombre de matchs joués · MT : Matchs joués en tant que titulaire · : but · : joueur entré · : joueur remplacé · : capitaine · : carton jaune · : carton rouge · | 90 | 90 | -  | -  | 46 | 180         | -  | 2  | 2       |
| Ali Abdi                 | Abréviations et symboles : · TT : Total de minutes jouées · MJ : Nombre de matchs joués · MT : Matchs joués en tant que titulaire · : but · : joueur entré · : joueur remplacé · : capitaine · : carton jaune · : carton rouge · | -  | -  | 90 | -  | -  | 90          | -  | 1  | -       |
| Mohamed Dräger           | Abréviations et symboles : · TT : Total de minutes jouées · MJ : Nombre de matchs joués · MT : Matchs joués en tant que titulaire · : but · : joueur entré · : joueur remplacé · : capitaine · : carton jaune · : carton rouge · | -  | -  | 33 | 90 | 90 | 123         | -  | 2  | 1       |
| Hamza Mathlouthi         | Abréviations et symboles : · TT : Total de minutes jouées · MJ : Nombre de matchs joués · MT : Matchs joués en tant que titulaire · : but · : joueur entré · : joueur remplacé · : capitaine · : carton jaune · : carton rouge · | 90 | 90 | 57 | -  | -  | 237         | 1  | 3  | 2       |
| Mohamed Amine Ben Hmida  | Abréviations et symboles : · TT : Total de minutes jouées · MJ : Nombre de matchs joués · MT : Matchs joués en tant que titulaire · : but · : joueur entré · : joueur remplacé · : capitaine · : carton jaune · : carton rouge · | -  | -  | -  | -  | -  | -           | -  | -  | -       |
| Milieux                  | Abréviations et symboles : · TT : Total de minutes jouées · MJ : Nombre de matchs joués · MT : Matchs joués en tant que titulaire · : but · : joueur entré · : joueur remplacé · : capitaine · : carton jaune · : carton rouge · |    |    |    |    |    |             |    |    |         |
| Saîf-Eddine Khaoui       | Abréviations et symboles : · TT : Total de minutes jouées · MJ : Nombre de matchs joués · MT : Matchs joués en tant que titulaire · : but · : joueur entré · : joueur remplacé · : capitaine · : carton jaune · : carton rouge · | 44 | 60 | 57 | -  | -  | 161         | -  | 3  | 1       |
| Hannibal Mejbri          | Abréviations et symboles : · TT : Total de minutes jouées · MJ : Nombre de matchs joués · MT : Matchs joués en tant que titulaire · : but · : joueur entré · : joueur remplacé · : capitaine · : carton jaune · : carton rouge · | 44 | -  | 22 | -  | -  | 66          | -  | 2  | 1       |
| Mohamed Ali Ben Romdhane | Abréviations et symboles : · TT : Total de minutes jouées · MJ : Nombre de matchs joués · MT : Matchs joués en tant que titulaire · : but · : joueur entré · : joueur remplacé · : capitaine · : carton jaune · : carton rouge · | -  | 30 | -  | -  | -  | 30          | -  | 1  | -       |
| Ellyes Skhiri            | Abréviations et symboles : · TT : Total de minutes jouées · MJ : Nombre de matchs joués · MT : Matchs joués en tant que titulaire · : but · : joueur entré · : joueur remplacé · : capitaine · : carton jaune · : carton rouge · | 90 | 90 | 90 | 90 | 84 | 360         | -  | 4  | 4       |
| Ghailene Chaalali        | Abréviations et symboles : · TT : Total de minutes jouées · MJ : Nombre de matchs joués · MT : Matchs joués en tant que titulaire · : but · : joueur entré · : joueur remplacé · : capitaine · : carton jaune · : carton rouge · | -  | 90 | -  | -  | -  | 90          | -  | 1  | 1       |
| Hamza Rafia              | Abréviations et symboles : · TT : Total de minutes jouées · MJ : Nombre de matchs joués · MT : Matchs joués en tant que titulaire · : but · : joueur entré · : joueur remplacé · : capitaine · : carton jaune · : carton rouge · | -  | 19 | 68 | 69 | 84 | 156         | -  | 3  | 2       |
| Anis Ben Slimane         | Abréviations et symboles : · TT : Total de minutes jouées · MJ : Nombre de matchs joués · MT : Matchs joués en tant que titulaire · : but · : joueur entré · : joueur remplacé · : capitaine · : carton jaune · : carton rouge · | 23 | 71 | 90 | 90 | 46 | 274         | -  | 4  | 2       |
| Aïssa Laïdouni           | Abréviations et symboles : · TT : Total de minutes jouées · MJ : Nombre de matchs joués · MT : Matchs joués en tant que titulaire · : but · : joueur entré · : joueur remplacé · : capitaine · : carton jaune · : carton rouge · | 67 | 19 | 90 | 90 | 90 | 266         | -  | 4  | 3       |
| Attaquants               | Abréviations et symboles : · TT : Total de minutes jouées · MJ : Nombre de matchs joués · MT : Matchs joués en tant que titulaire · : but · : joueur entré · : joueur remplacé · : capitaine · : carton jaune · : carton rouge · |    |    |    |    |    |             |    |    |         |
| Youssef Msakni           | Abréviations et symboles : · TT : Total de minutes jouées · MJ : Nombre de matchs joués · MT : Matchs joués en tant que titulaire · : but · : joueur entré · : joueur remplacé · : capitaine · : carton jaune · : carton rouge · | -  | 10 | 33 | 86 | 90 | 129         | 1  | 3  | 1       |
| Yoann Touzghar           | Abréviations et symboles : · TT : Total de minutes jouées · MJ : Nombre de matchs joués · MT : Matchs joués en tant que titulaire · : but · : joueur entré · : joueur remplacé · : capitaine · : carton jaune · : carton rouge · | 11 | -  | -  | -  | -  | 11          | -  | 1  | -       |
| Wahbi Khazri             | Abréviations et symboles : · TT : Total de minutes jouées · MJ : Nombre de matchs joués · MT : Matchs joués en tant que titulaire · : but · : joueur entré · : joueur remplacé · : capitaine · : carton jaune · : carton rouge · | 90 | 80 | -  | 4  | 90 | 174         | 2  | 3  | 2       |
| Seifeddine Jaziri        | Abréviations et symboles : · TT : Total de minutes jouées · MJ : Nombre de matchs joués · MT : Matchs joués en tant que titulaire · : but · : joueur entré · : joueur remplacé · : capitaine · : carton jaune · : carton rouge · | 9  | 71 | 90 | 86 | 75 | 256         | 1  | 4  | 3       |
| Naïm Sliti               | Abréviations et symboles : · TT : Total de minutes jouées · MJ : Nombre de matchs joués · MT : Matchs joués en tant que titulaire · : but · : joueur entré · : joueur remplacé · : capitaine · : carton jaune · : carton rouge · | 79 | -  | -  | 21 | 46 | 100         | -  | 2  | 1       |
| Issam Jebali             | Abréviations et symboles : · TT : Total de minutes jouées · MJ : Nombre de matchs joués · MT : Matchs joués en tant que titulaire · : but · : joueur entré · : joueur remplacé · : capitaine · : carton jaune · : carton rouge · | -  | -  | -  | 4  | 75 | 4           | -  | 1  | -       |

### Buteurs
| Buts | Joueurs           | Adversaires |
| ---- | ----------------- | ----------- |
| 2    | Wahbi Khazri      | Mauritanie  |
| 1    | Hamza Mathlouthi  | Mauritanie  |
| 1    | Seifeddine Jaziri | Mauritanie  |
| 1    | Youssef Msakni    | Nigeria     |

### Passeurs décisifs
| Passes | Joueurs           | Adversaires |
| ------ | ----------------- | ----------- |
| 1      | Wahbi Khazri      | Mauritanie  |
| 1      | Ghailene Chaalali | Mauritanie  |
| 1      | Mohamed Dräger    | Nigeria     |

## Controverses

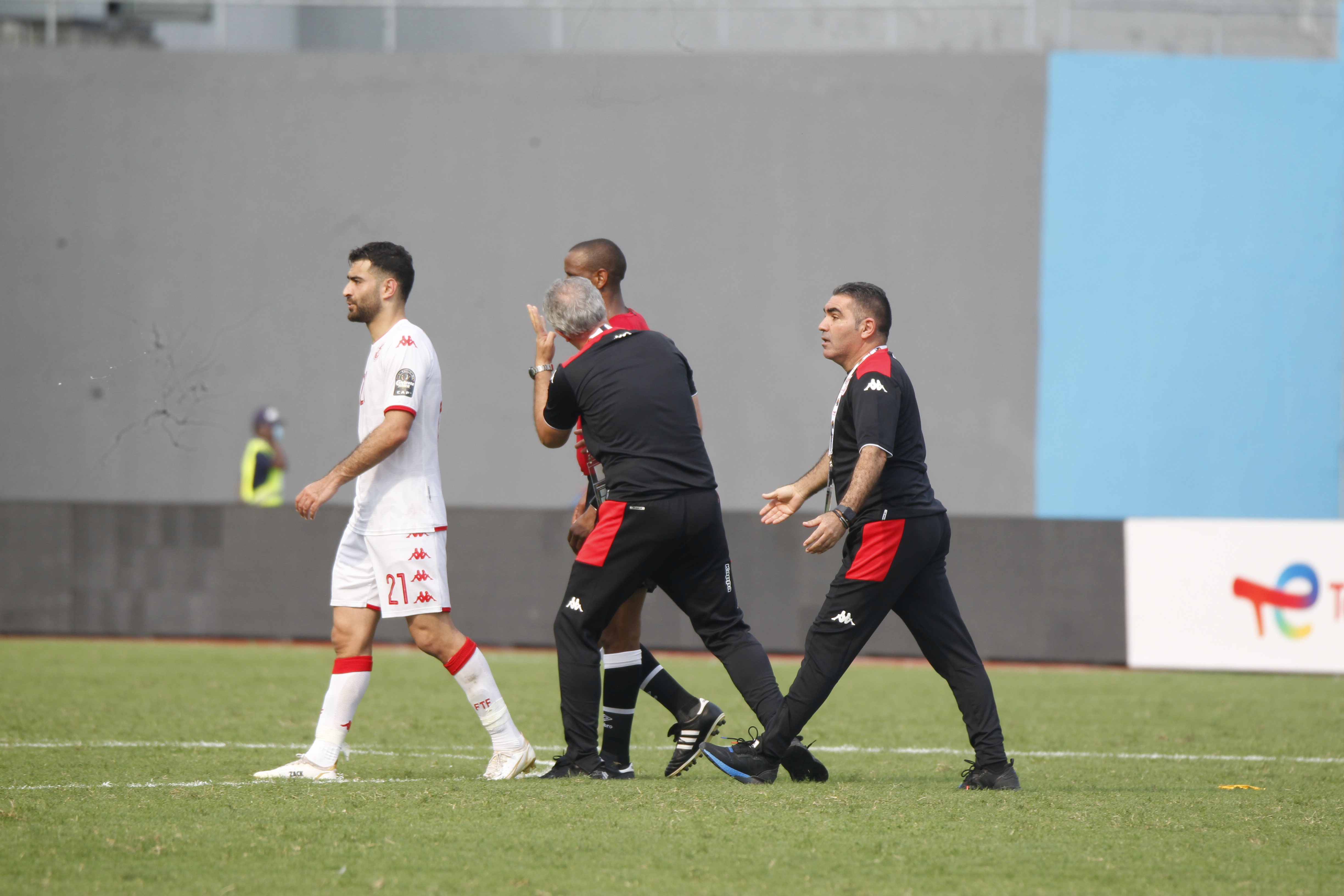
Mondher Kebaier et Jalel Kadri protestant contre l'arbitre Janny Sikazwe après la polémique lors du match contre le Mali à la CAN 2021.

Le match opposant la Tunisie au Mali, première rencontre du groupe F, n'est pas joué jusqu'à son terme. L'arbitre zambien Janny Sikazwe siffle dans un premier temps la fin du match à la 86e minute avant de se raviser, prévenu par son arbitre assistant et les protestations des joueurs tunisiens. Il siffle ensuite la fin du match à la 90e minute, à quelques secondes de la fin du temps réglementaire, alors même que l'arbitre assistant allait annoncer le temps additionnel. Devant les Tunisiens furieux, le quatuor arbitral doit sortir du terrain sous escorte policière.
Devant l'ampleur de la polémique, la reprise du match, pour jouer le temps additionnel restant, est annoncée. Cependant, l'équipe tunisienne refuse de reprendre la rencontre, prétextant que les joueurs étaient déjà dans les douches, ou hors du stade, donc inaptes à reprendre la partie. Les Maliens s'étant présentés sur la pelouse, la fin du match est sifflée avec une seule équipe sur le terrain, le résultat (0-1) étant entériné plus tard par la Confédération africaine de football,.
Plus tard, il est rapporté par différents médias que l'arbitre  avait été en fait victime d'une insolation en plein milieu de la partie, à tel point qu'il aurait même été transporté à l'hôpital, d'où la présence du quatrième arbitre sur la pelouse au moment de la tentative de reprise du match. Selon le capitaine tunisien Wahbi Khazri, l'arbitre du match « perdait le fil du match [...] Il n'était plus cohérent dans ses choix et ses décisions. Il était très chaud ».